# Melitta nigrabdominalis
Melitta nigrabdominalis là một loài ong trong họ Melittidae. Loài này được Wu miêu tả khoa học đầu tiên năm 1988.